# Vera Menchik

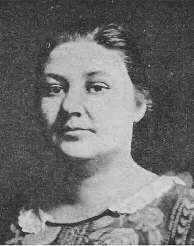
Vera Menchik, ca. 1935

Vera Frantevna Menchik (Russisch: Вера Францевна Менчик, Vera Frantevna Mentsjik, Tsjechisch: Věra Frantevna Menčíková) (Moskou, 16 februari 1906 - Londen, 27 juni 1944) was de eerste dameswereldkampioen schaken. Alhoewel Brits kwam ze hoofdzakelijk uit voor Tsjecho-Slowakije en een enkele maal voor Rusland en Engeland.
Haar moeder was Engels en haar vader Tsjechisch. Menchik leerde schaken van haar vader toen ze negen jaar oud was. In 1921 verhuisde de familie naar Engeland en Menchik won daar met het meisjeskampioenschap. Ze werd getraind door Géza Maróczy, die ook Max Euwe coachte.
Menchik won het dameskampioenschap van Groot-Brittannië en in 1927 deed ze mee aan het eerste wereldkampioenschap schaken voor dames dat door de FIDE werd georganiseerd waarbij ze de titel op haar naam schreef.
Ze bleef tot in de Tweede Wereldoorlog wereldkampioen. Ze verdedigde haar titel in Hamburg, 1930, Praag 1931, Folkestone 1933, Warschau 1935, Stockholm 1937 en Buenos Aires 1939, en tevens in 1937 in een match tegen haar voornaamste rivale Sonja Graf in Semmering.
Menchik speelde een sterk positiespel en ook in het eindspel was ze erg goed. Ze was op dat moment de meest indrukwekkende schaakster ooit en het damesschaak won daardoor langzaam maar zeker aan populariteit.
| 8 |                          |   |    |    |    |   |    |    |
| 7 |                          |   |    |    | bd |   |    |    |
| 6 |                          |   |    |    |    |   | rl |    |
| 5 |                          |   |    |    | nl |   |    |    |
| 4 |                          |   |    | pd | bl |   |    | kd |
| 3 | pd                       |   | nd | kl |    |   |    |    |
| 2 |                          |   |    |    |    |   |    | pl |
| 1 |                          |   |    |    |    |   |    |    |
|   | a                        | b | c  | d  | e  | f | g  | h  |
|   | 56.Kd3 ... Euwe geeft op |   |    |    |    |   |    |    |

In 1931 speelde Menchik in Hastings een partij tegen Max Euwe met als opening het geweigerd damegambiet, Slavisch (schaakcode D 18), die ze won.

Ze versloeg Jacques Mieses in een match, en ook andere mannelijke spelers als Friedrich Sämisch, Conel Alexander, Samuel Reshevsky, Mir Sultan Khan, Edgar Colle, Frederick Yates en Sir George Thomas. Er werd wel gezegd dat meesters die van haar verloren automatisch lid werden van de Vera Menchik Club. Tot de wereldtop kon ze echter niet doordringen, bij het sterk bezette toernooi van Karlsbad in 1929 eindigde ze alleen onderaan.

In 1937 huwde ze de Engelse schaakorganisator Rufus Henry Stevenson. Ze probeerde het vrouwenschaak te promoten, ging onder andere op tournee door Nederland, schreef krantenartikelen en was kortstondig lid van het National Chess Center, dat echter door een luchtaanval werd vernietigd.
Vera Menchik kwam midden 1944 op 38-jarige leeftijd om het leven bij een V1-aanval op haar ouderlijk huis in Kent.